# Tormato
Tormato — музичний альбом гурту Yes. Виданий 20 вересня 1978 року лейблом Atlantic. Загальна тривалість композицій становить 41:36 (основна версія) або 79:41 (розширена версія). Альбом відносять до напрямку прогресивний рок.

### Список пісень
1. Future Times/Rejoice — 6:46
A. Future Times
B. Rejoice
2. Don't Kill the Whale — 3:56
3. Madrigal — 2:25
4. Release, Release — 5:44
5. Arriving UFO — 6:07
6. Circus of Heaven — 4:31
7. Onward — 4:05
8. On the Silent Wings of Freedom — 7:47

додаткові треки на виданні 2004 року:
1. Abilene — 4:02
2. Money — 3:14
3. Picasso — 2:12
4. Some Are Born — 5:42
5. You Can Be Saved — 4:20
6. High — 4:30
7. Days — 1:00
8. Countryside — 3:11
9. Everybody's Song — 6:48
10. Onward — 3:06